# Сапрогумоліт
Сапрогумоліт (рос. сапрогумолит, англ. saprohumolith, нім. Saprohumolith) — вугілля викопне, перехідне між гумолітом і сапропелітом. В органічній речовині С. переважають залишки вищих рослин (спори, кутикули, перероблений торф) при підлеглому (до 25 %) вмісті сапропелевого матеріалу (продуктів перетворення нижчих рослин і планктону). За складом виділяють: кеннелі, для яких характерна наявність численних спор, і касьяніти (за місцем першої знахідки), що містять значну к-ть перероблених водоростей. С. напівблискучий або напівматовий, чорний (рідше сірувато-чорний), менш міцний, ніж сапропеліт. Вихід летких речовин до 55 %. За хім. складом і властивостями близький до ліптобіолітів. Як правило, представлений малопотужними прошарками у вугільних пластах, складених гумолітами.